# Jim Hinds (Radsportler)
James Alfred „Jim“ Hinds (* 6. Juni 1937 in Streatham Hill, London; † 2010 in Brighton) war ein britischer Radrennfahrer.

## Sportliche Laufbahn
Hinds war Straßenradsportler und Teilnehmer der Olympischen Sommerspiele 1960 in Rom. Er wurde im olympischen Straßenrennen beim Sieg von Wiktor Kapitonow als 16. klassiert. Im Mannschaftszeitfahren kam das britische Team mit Hinds, Bill Holmes, Bill Bradley, und Ken Laidlaw auf den 14. Rang.
1959 gewann er das Manx International, das damals bedeutendste internationale Eintagesrennen in Großbritannien vor Bill Bradley. Dazu kamen drei Etappensiege im britischen Milk Race, das er auf dem 12. Platz beendete. Er war ebenfalls am Start der Bulgarien-Rundfahrt und wurde beim Sieg von Bojan Kozew Vierter. Hinds siegte in der Star Trophy Road Series 1960. Er fuhr auch die Tour de l’Avenir (24. Platz) in Frankreich. 1962 belegte er den dritten Platz im Milk Race, wobei er einen Tagesabschnitt gewann.